# Windows色彩系统
Windows色彩系统（Windows Color System，缩写WCS）是一个色彩管理平台，最早出现于Windows Vista，它旨在实现各种软件与硬件的颜色一致性，包括相机、显示器、打印机和扫描仪。根据其软件与硬件配置的不同，不同设备将不同地解释相同的颜色。因而，必须对其进行适当校准才能在不同设备之间呈现一致的颜色。WCS旨在使色彩校准过程自动且透明，作为ICC色彩特性文件的一项演变。
Windows色彩系统以“色彩设施和翻译引擎”（Color Infrastructure and Translation Engine，缩写CITE）为其核心。它的后端使用佳能开发的Kyuanos技术提供色彩处理流水线，每个像素支持位深度超过32位、多个色彩通道（超过三个）、替代色彩空間和高动态范围成像着色。颜色处理流水线允许设备开发人员将自己的色域映射算法添加到流水线，以定制设备的颜色响应。新流水线还支持浮点计算，以最小化整数处理中固有的捨入誤差。一旦颜色流水线处理完颜色，CITE引擎将根据颜色配置文件应用对于特定设备的颜色转换，以确保输出颜色与预期颜色相符。
WCS明确支持LCD及CRT显示器、投影机、打印机以及其他成像设备，并为每个设备提供定制支持。WCS使用遵循CIECAM02的色彩配置文件，采用XML定义颜色表示如何实际转换为可见颜色。它支持ICC V4色彩配置文件。Windows相片圖庫和照片查看器只支持过时的V2标准，并且在使用V4配置文件时所示图像将较暗，Windows成像组件、HD Photo格式、XPS打印路径和XPS文档均支持色彩管理。